# سلاح مضاد للأقمار الاصطناعية

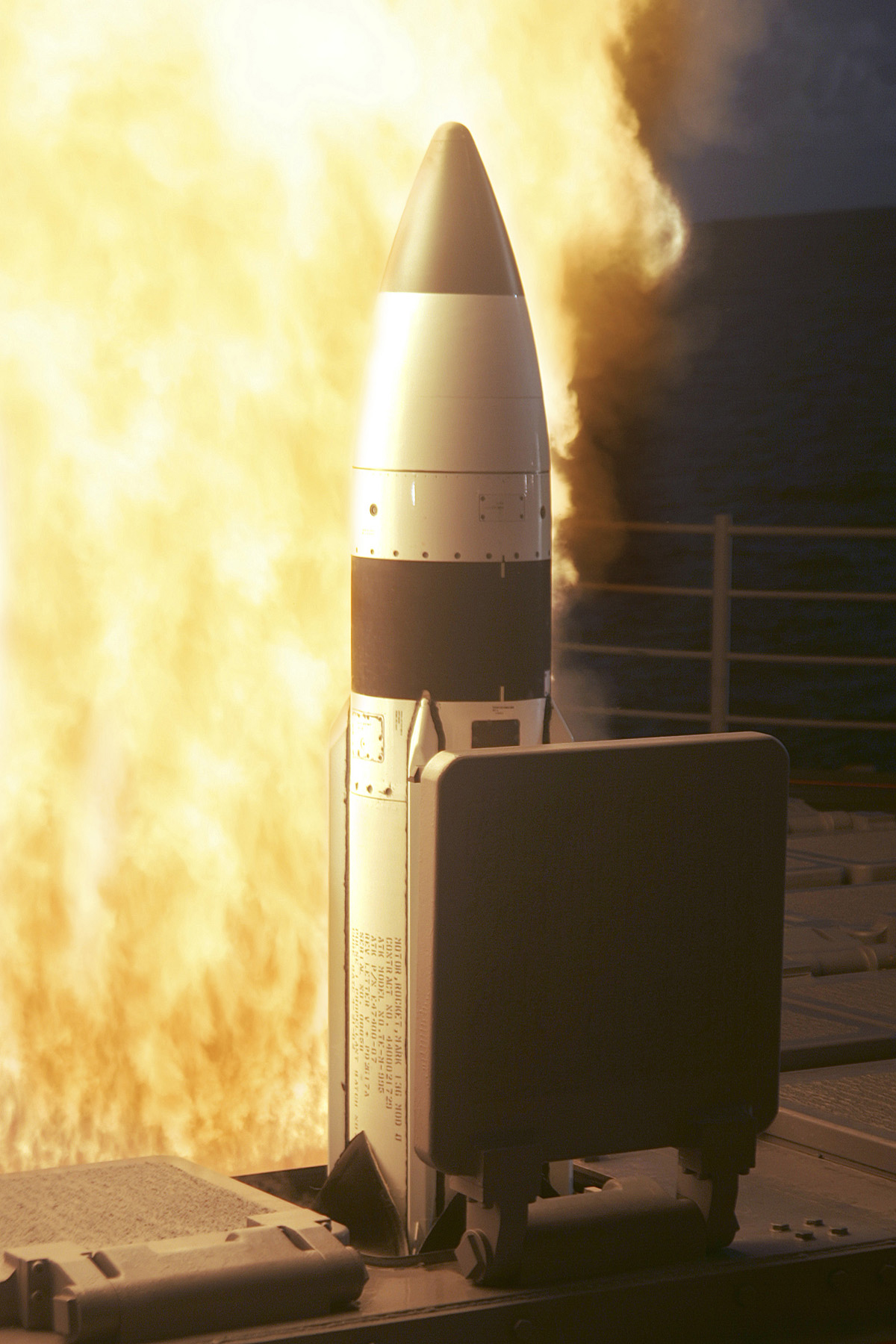
ستاندارد ميسايل 3 يطلق من المدمرة الأمريكية يو أس أس ليك إيري, a التابعة لل البحرية الأمريكية طراد, 2005, which destroyed يو إس إيه 193.

الأسلحة المضادة للأقمار الصناعية هي أسلحة فضائية مُصممة لتعطيل أو تدمير الأقمار الصناعية لأغراض عسكرية إستراتيجية. تمتلك العديد من الدول أنظمة إيه إس إيه تي جاهزة للعمل. على الرغم من عدم استخدام أي نظام إيه إس إيه تي حتى الآن في الحروب، فقد دمرت بعض الدول أقمارها الصناعية لاستعراض قدرات إيه إس إيه تي الخاصة بها. تشمل الدول التي نجحت في ذلك الولايات المتحدة وروسيا والصين والهند فقط. تشمل أهداف هذه الأسلحة: توفير إجراء دفاعي ضد الأسلحة النووية الفضائية للأعداء، ومضاعف قوة الضربات النووية الوقائية، وإجراء رادع للصواريخ المضادة للصواريخ الباليستية (إيه بي إم)، وسلاح مضاد غير متكافئة لعدو متفوق تقنيًا، وسلاح مضاد لأصول العدو.

## نظرة تاريخية
اتبع تطوير وتصميم الأسلحة المضادة للأقمار الصناعية عددًا من المسارات. اعتمدت المحاولات الأولية التي قامت بها الولايات المتحدة والاتحاد السوفيتي على صواريخ أُطلقت من الأرض في الخمسينات. ظهرت العديد من المقترحات الغريبة بعد ذلك.

### الولايات المتحدة
في أواخر الخمسينات، بدأت القوات الجوية الأمريكية سلسلةً من مشاريع صواريخ الاستراتيجية المتقدمة تحت اسم دبيلو إس 199 إيه. كان أحد المشاريع التي دُرست ضمن إيه 199 هو صاروخ بولد أورايون الباليستي المُطلق من الجو (إيه إل بي إم) المُصمم من قبل شركة قلين إل. مارتن ليُحمل على متن قاذفة بوينغ بي 47 ستراتوجت، المستند على محرك صاروخ ستراتوجت. نُفذ اثني عشر اختبارًا تجريبيًا في الفترة ما بين 26 مايو 1958 و13 أكتوبر 1959، لكنها كانت فاشلة عمومًا وتوقفت اختبارات إيه إل بي إم. ثم عُدل النظام بإضافة مرحلة ألطير العلوية لبناء سلاح مضاد للأقمار الصناعية بمدى 1770 كيلومتر (1100 ميل). أُطلقت رحلة تجريبية واحدة فقط للمهمة المضادة للأقمار الصناعية، لتنفيذ هجوم وهمي على قمر إكسبلورر 6 الصناعي على ارتفاع 251 كيلومتر (156 ميل). لتسجيل مسار رحلتها، أرسل صاروخ بولد أورايون بيانات القياس إلى الأرض، وقذف شعلات للمساعدة على التتبع البصري، وجرى تتبعه باستمرار بواسطة الرادار. مرّ الصاروخ بنجاح من على بعد 6.4 كيلومتر (4 ميل) من القمر الصناعي، ما جعله مناسبًا للاستخدام مع الأسلحة النووية، ولكن بلا فائدة مع الرؤوس الحربية التقليدية.
نُفذ مشروع مماثل ضمن مشاريع إيه 199، يُسمى هاي فيرغو، الذي كان في البداية صاروخ إيه إل بي إم آخر مُخصصًا لقاذفة بي 58 هاسلير، واعتمد هو الآخر على محرك صاروخ ستراتوجت. عُدل أيضًا لمكافحة الأقمار الصناعية، وقام بمحاولة اعتراض قمر إكسبلورر 5 الصناعي في 22 سبتمبر 1959. مع ذلك، فُقد الاتصال بعد وقت قصير من الإطلاق وتعذر استعادة تسجيلات الكاميرا لمعرفة ما إذا كان الاختبار قد نجح. على أي حال، انتهى العمل على مشاريع دبليو إس 199 مع بدء مشروع جي إيه إم 87. جرى التخلي أيضًا عن مشاريع تابعة للبحرية الأمريكية من نفس الفترة على الرغم من استمرار مشاريع أصغر حتى أوائل السبعينات.
تم النظر في استخدام الانفجارات النووية على ارتفاعات عالية لتدمير الأقمار الصناعية بعد اختبارات أنظمة الصواريخ التقليدية الأولى في الستينات. خلال اختبار هاردتاك تيك في عام 1958، لاحظ المراقبون الآثار الضارة للنبضة الكهرومغناطيسية (إي إم بّي) الناجمة عن انفجارات المعدات الإلكترونية، وخلال اختبار ستارفيش برايم في عام 1962، أتلفت إي إم بّي، الناجمة عن انفجار يعادل 1.4 مليون طن من مادة الـ تي إن تي (5.9 بيتا جول) فوق المحيط الهادئ، ثلاث أقمار صناعية وعطلت أيضًا خطوط الطاقة والاتصالات عبر المحيط الهادئ. أُجري المزيد من اختبارات تأثيرات الأسلحة ضمن سلسلة عمليات دومينيك 1. استُخدمت نسخة مُعدلة من السلاح النووي زيوس نايكي من عام 1962. منُح الصاروخ اسمًا رمزيًا، ماتفلاب، وسُمي دي إم 15 إس، وأُطْلِقَ صاروخ واحد في جزيرة كواجالين المرجانية قبل أن ينتهي البرنامج عام 1966 ليحل محله برنامج 437 إيه إس إيه تي المستند على صاروخ ثور التابع للقوات الجوية الأمريكية، الذي استمر بالعمل حتى 6 مارس 1975.
وُجه مجال بحثي آخر لدراسة أسلحة الطاقة الموجهة، بما في ذلك اقتراح ليزر الأشعة السينية الذي يعمل بالطاقة النووية والذي طُور في مختبر لورنس ليفرمور الوطني (إل إل إن إل) في عام 1968. استند بحث آخر على المزيد من أجهزة الليزر أو الميزر التقليدية وتطور ليشمل فكرة قمر صناعي مُزود بليزر ثابت ومرآة قابلة للنشر لتحديد الأهداف. واصل إل إل إن إل دراسة المزيد من التكنولوجيا المتطورة، لكن أُلغي تطوير نظام ليزر الأشعة السينية في عام 1977 (على الرغم من أن عودة البحث في أشعة ليزر الأشعة السينية خلال الثمانينات كجزء من مبادرة الدفاع الاستراتيجي).
مُنحت إيه إس إيه تي بشكل عام أولوية منخفضة حتى عام 1982، عندما أصبحت المعلومات حول برنامج سوفييتي ناجح معروفةً على نطاق واسع في الغرب. تبع ذلك برنامج سريع التحضير، والذي تطور إلى شركة فوغت إيه إس إم 135 إيه إس إيه تي، المستند على صاروخ إيه جي إم 69 إس آر إيه مع ألطير كمرحلة عليا. حمل النظام على متنه طائرة إف 15 إيغل التي حملت الصاروخ مباشرة تحت الخط المركزي للطائرة. عُدل نظام توجيه في إف 15 ليناسب المهمة ووفر توجيهًا جديدًا من خلال شاشة عرض الطيار الأمامية، وسمح بتحديثات خلال الرحلة باستخدام رابط بيانات. أطلق أول صاروخ جديد مضاد للأقمار الصناعية في يناير 1984. جرى أول اعتراض ناجح في 13 سبتمبر 1985 وكان الوحيد أيضًا. أقلعت طائرة إف 15 من قاعدة إدواردز الجوية، وحلقت إلى ارتفاع 11613 متر (38100 قدم) وأطلقت الصاروخ عموديًا على قمر سولويند بّي 78 1، وهو قمر صناعي لدراسة أطياف أشعة جاما يدور على ارتفاع 555 كيلومتر (345 ميل) منذ عام 1979. على الرغم من نجاح البرنامج، فقد ألغي عام 1988.
في 21 فبراير 2008، دمرت البحرية الأمريكية قمر التجسس الأمريكي المعطل يو إس إيه 193 باستخدام صاروخ آر آي إم 161 ستاندارد ميسايل 3.